# Alf Strange
Alfred Henry „Alf“ Strange (* 2. April 1900 in Marehay, Derbyshire, England; † 3. Oktober 1978 in Ripley, Derbyshire, England) war ein englischer Fußballspieler und absolvierte in der Zeit zwischen 1930 und 1934 20 Spiele für die englische Nationalmannschaft, wobei er 1931 sein Land in drei Partien sogar als Mannschaftskapitän anführte.
Strange begann seine Profilaufbahn beim FC Portsmouth in der dritten englischen Liga und schoss dort bei einer Partie gegen den FC Gillingham fünf Tore, was gemeinsam mit Peter Harris – 35 Jahre später – noch heute den aktuellen Vereinsrekord darstellt. Seine nächste Station wurde der Zweitligist aus Port Vale, für den er bis in die Saison 1926/1927 hinein aktiv sein sollte.
Er wechselte dann zur Mitte dieser Saison zum frisch in die oberste englische Spielklasse aufgestiegenen Verein The Wednesday und konnte dort mit dem 16. Abschlusstabellenplatz die Klasse erhalten. In der anschließenden Saison schien der Abstieg bereits besiegelt zu sein, als eine gute Serie – mit 17 aus 20 möglichen Punkten – den erneuten Klassenverbleib sicherte.
Es folgte ein recht moderater Start in die Saison 1928/29 und mit Strange, der auf der rechten Halbposition erstmals eine vollständige Spielzeit für seinen Verein bestreiten sollte, gelang bis zum Jahresende 1928 eine Serie von sechs Siegen aus sieben Partien und damit die erste Tabellenführung des Klubs in der obersten Spielklasse seit 13 Jahren. Trotz einer großen Schwäche in den Auswärtsspielen sorgten 18 Siege in 21 ungeschlagenen Heimpartien für den überraschenden Gewinn der englischen Meisterschaft. Diesen Titel konnte Strange mit dem mittlerweile in „Sheffield Wednesday“ umbenannten Verein in der Saison 1929/30 sogar verteidigen und kam zudem am 5. April 1930 beim 5:2-Sieg gegen Schottland zu seinem ersten Länderspiel.
Diese Meisterschaft sollte Stranges letzter Titel bleiben. Obwohl sich der Verein weiterhin unter den besten drei Teams platzierte, konnte er nicht mehr in die aufkommende Dominanz des FC Arsenal einbrechen. In der Saison 1933/34 ließen die Leistungen von Sheffield Wednesday deutlich nach und Strange wechselte im Jahre 1934 zu Bradford Park Avenue. Zuvor hatte Strange gegen Frankreich am 6. Dezember 1933 seinen 20. und letzten Einsatz für England absolviert. Im Jahre 1936 zog er sich dann schließlich vom aktiven Fußballsport zurück.
Strange verstarb im Oktober 1978 in Ripley. Zu seinen Ehren wurde ein Versammlungsraum im Freizeitcenter Ripley Leisure Centre 1979 nach ihm benannt.

## Erfolge
- Englischer Meister: 1929, 1930